# Spilosoma intercissa
Spilosoma intercissa är en fjärilsart som beskrevs av Freyer 1842. Spilosoma intercissa ingår i släktet Spilosoma och familjen björnspinnare. Inga underarter finns listade i Catalogue of Life.